# کاپیل
کاپیل (به هلندی: Capelle) یک روستا و شهرستان در هلند است که در وال‌ویک واقع شده‌است. کاپیل ۲۰٫۰۵ کیلومتر مربع مساحت و ۳٬۰۰۰ نفر جمعیت دارد.